# أم السماق
أم السماق إحدى أحياء عمان الغربية. تتبع إدارياً لبلدية منطقة تلاع العلي، خلدا، أم السماق، ضمن أمانة عمان الكبرى. وتتعدى ال1100 متر فوق سطح البحر. ويسكنها قبيلة النعيمات ومؤسسها احمد محمد النعيمات